# Connotación
Una connotación es una asociación cultural o emocional comúnmente entendida que alguna palabra o frase lleva, además de su significado explícito o literal, que es su denotación.
En los hechos comunicativos se denotan los recursos y códigos que se emplean para llevar a cabo estas acciones. Las connotaciones vienen usualmente a ser los significados contextuales distintivos de ciertas enseñanzas culturales, las que al ser empleadas por los emisores, se comunican por el uso en la acción connotativa. Los fenómenos connotativos también son considerables como índice de las particularidades de algunos emisores; y además, como los intentos de definición del contexto, a sus vínculos.

La connotación actúa conjuntamente, mediante diversas maneras específicas, en cada serie comunicacional que se emplee denotativamente: Es una serie paralela al cuerpo denotativo o basal del mensaje. Un ejemplo sería el de la frase nominal «una vida de perros». La denotación en ella refiere a la vida de los animales (perros), pero casi nunca es esa la significación dada en su uso. La connotación significativa de la frase es la de una existencia sufriente, floja, mala. Infinidad de frases y palabras poseen un significado casi por entero connotativo. La connotación contextualiza, atrapa al sentido denotado, y superpone una intencionalidad a la base denotativa. Esa intencionalidad puede ser consciente como inconsciente en la voluntad de sus emisores. Al estar combinadas denotación y connotación como conjunto previo, su resultado informativo o comunicativo determina, eventualmente, un significado adicional en la captación de los mensajes: En las mentes de sus receptores son evocadas significaciones culturales, de un modo institucionalizado, a través del material connotativo. Junto a los procesos del entendimiento discriminativo y analítico (el qué se está comunicando), operan la  intencionalidad y el color afectivo (el cómo y las circunstancias de la comunicación), para la posible concreción de un significado global que conjugue lo denotado y su connotación. Este conjunto relevante se comparte entre quienes lo reciben como en quienes lo emiten; habida cuenta de que esta comprensión o inteligencia interpersonal puede sufrir manipulaciones que vayan en contra de las personas, por parte de cualesquier emisores psicopáticos o dominantes. 

La denotación de este gráfico es la representación de un corazón. La connotación de este gráfico es el de amor y afecto.

Por la connotación, el hecho comunicacional sintagmático es llevado hacia un campo de significación adjunta, que con su organización formal lo caracteriza. Esta estructuración se articula en cadenas de oposiciones proporcionales para cada eje connotativo, por ejemplo: si cierto mensaje  denotase «La leche hace bien en todas las edades» y este dicho se acompañara con la imagen de una sonriente anciana saltarina, el eje de oposiciones connotado versaría en torno a la significación de «actividad juvenil» opuesta al «quietismo senescente». El mensaje, por su típica organización funcional significativa, está diciendo: «¡Ha de beber leche usted si quiere mantenerse joven!»

## Connotación en la lingüística fonológica
A la vez, en cada elemento de los códigos connotativos, podemos distinguir sus significante y significado. Como significantes, en las locuciones de una comunidad lingüística, son particularidades considerables: el alargamiento de consonantes o vocales, ciertas fonaciones que se acentúan connotando insistencia; y el conjunto de estos recursos está convencionalizado. El significado de estas connotaciones es la caracterización identificatoria, para un grupo de hablantes determinado dentro de esa comunidad, lo cual puede ser designado como el estilo expresivo de ese grupo. También se emplean convenciones connotadoras en el habla para provocar determinado sentimiento en el receptor de un mensaje, estas inducciones se configuran en un estilo apelativo, que a veces no es fácilmente distinguible del estilo expresivo.

## Connotación en semiología
Los conceptos a los que apuntan todas las marcaciones connotativas son, para toda comunicación, los de referenciarla en su inmanencia; no es ese «algo» que está referido en cierto mensaje, sino que se puede presentar como una comunicación acerca de la comunicación de base: una metacomunicación, la manera en que «algo» se dice. También define la connotación a la situación comunicativa en la cual se dice ese «algo». Hay connotadores definitorios plenamente  metacomunicativos en su convencionalidad. Como esos que esté ignorando o haya olvidado, quien haga una irrupción desde el público en una función teatral, para impedir de hecho el desarrollo de acciones malvadas en la representación. A este tipo de señales se las denomina  marcadores de contexto. El sujeto «espontáneo» que salta al escenario para detener la representación de un asesinato, ha pasado por alto varios connotadores que marcan al contexto como teatral. Que el dueño de casa, junto con el hecho base de estar él abriendo la puerta de salida, haya también tomado la correa, hace información contextual esto último para algunos perros: habrá paseo, el animal se incorpora y se acerca al patrón, acción que no pone en práctica si «su humano» solamente abre la puerta y no toma la correa.

## Connotación e ideología
Las suposiciones de realidad, atinamiento, jerarquía, y justa ubicación natural en la situación comunicativa, están generalmente puntuadas por la connotación. En condiciones civilizadamente «normales», una persona o publicación no irá a decirle su receptor: «Atienda lo que le digo; yo estoy en un plano superior al  suyo, a usted le falta mi nivel». Esto, además de jamás poderse constatar, podría tener varios otros inconvenientes. Es a través de la inducción contextual, por medio de la connotación, como se dirige la atención de comunidades y personas, en una dirección definida; y se ejerce así influencia en las creencias y el pensamiento. Una  significación sociocultural, histórica y política —que es en suma ideológica y mítica—, otorga o quita «sentido» a las conductas. El contrato de la «atención» puede llegar a fundar costumbres y reglas de comportamiento, para un subsiguiente estado estamentario. A partir de conjuntos informativos distorsionadores se montan sofismas que coaccionan lo que se  DEBE hacer y decir, creando contradicciones donde lo que existe es complementariedad, por ejemplo: «Latinoamérica no se desarrolla porque cuenta con muchos humanistas e historiadores en lugar de tener ingenieros».
Un dicho como el mencionado está connotando que el conocimiento de lo estrictamente humano está por debajo, y opuesto, al conocimiento exacto que dominaría a la naturaleza, que razón y voluntad (conceptos políticos) deben dar resultados tangibles e inmediatos. El desarrollo de las así llamadas «humanidades» puede entonces no tomarse como una complementación enriquecedora de la experiencia global, y pasar a considerarse como un factor contradictorio y de exclusión. Este pensamiento es muy conveniente para lograr que se les conceda justificación a los valores tecnocráticos y productivistas. Es poco científico. Y hasta que parecería más cercano a los hechos, más metódico y  consciente, el quitar de la atención tales connotaciones degradantes. Para explicar las causas del diferente desarrollo tecnológico, cabría preguntarse: «¿Por qué los latinoamericanos optan mayoritariamente por disciplinas en ciencias sociales?» O tal vez sea más preciso preguntar: «¿Por qué en los países centrales se opta principalmente por estudios científico-técnicos?» No, esas preguntas no hay que hacerlas aquí, sería salirse de la pista, tendida está en cuanto a lo que implica el concepto de connotación.